# Maubesi (Berg)
Der Maubesi ist ein osttimoresischer Berg im Suco Lebos (Verwaltungsamt Lolotoe, Gemeinde Bobonaro). Sein Gipfel befindet sich im Nordwesten der Aldeia Mabelis. Er hat eine Höhe von 1112 m und liegt westlich des Dorfes Mabelis. Nordöstlich fließt der Phicigi, nordwestlich befindet sich der Berg Guipeci (1073 m).